# フィレンツェ大学
フィレンツェ大学（イタリア語: Università degli Studi di Firenze）はイタリアのフィレンツェにある大学である。現在は12の学部があり、約5万人の学生が学んでいる。

## 沿革

### 略歴
1321年、フィレンツェ大学の前身、「ストゥディウム・ゲネラーレ」が誕生した。当初、ストゥディウム・ゲネラーレでの教育内容・研究内容科目は法律、文学、医学、民法、教会法であったが、数名の優秀な卒業生を教授として迎賓した。
そのうちの1人、ジョバンニ・ボッカチオにダンテ・アリギエーリ作「神曲」の講義を依頼する事となった。

## 著名な卒業生・教授陣
- ランベルト・ディーニ - 政治家
- フォスコ・マライーニ - 人類学者、アイヌ民族研究家
- フランコ・ゼフィレッリ - 映画監督、脚本家、オペラ演出家、政治家

## 基礎データ

### 学部
- 農学部
- 建築学部
- 文哲学部
- 経済学部
- 教育学部
- 工学部
- 法学部
- 数学・物理・自然科学部
- 外科・医学部
- 薬学部
- 政治学部
- 心理学部